# 14-й окремий мотопіхотний батальйон «Черкаси»
14-й окремий мотопіхотний батальйон «Черкаси» (14 ОМПБ, пп В2332) — формування у складі Збройних сил України, що існувало у 2014—2017 роках. Батальйон був створений після початку війни на Донбасі як 14-й батальйон територіальної оборони «Черкаси» з мешканців Черкаської області.
12 травня 2017 року припинив своє існування як окремого формування, ставши лінійним батальйоном охорони в 26-й бердичівській артилерійській бригаді.

## Історія

### Створення
Формування батальйону розпочалося 6 травня 2014. 10 травня 2014 року батальйон очолив полковник Радченко Микола Петрович. Формування проходило за сприяння з боку обласної адміністрації Черкаської області та громадських організацій:
- 14 червня 2014 депутати обласної ради Черкаської області передали батальйону партію спорядження (66 бронежилетів виробництва Чехії, 65 кевларових шоломів виробництва ФРН, біноклі, тепловізори, один GPS-навігатор, 60 спальних мішків) і продовольство,[2][3][4] а також повідомили, що «взяли на контроль» питання про фінансування батальйону з коштів бюджету Черкаської області;[5]
- 16 червня 2014 батальйон отримав 14 розвантажувальних жилетів;[6]
- 20 червня 2014 волонтери передали батальйону партію обмундирування і спорядження (50 спальних мішків, 100 камуфльованих футболок, 11 пар шкіряних рукавичок, наколінники), продовольство, сигарети і сірники[7];

Бойову підготовку батальйон проходив у Переяславі-Хмельницькому.
До 26 травня батальйон був укомплектований до штатної чисельності (423 чоловік).
У червні 2014 був затверджений ескіз нарукавного шеврону для військовослужбовців батальйону.

### У зоні бойових дій
З початку липня 2014 року батальйон виконував завдання з охорони державного кордону на півдні України — в Котовському районі Одеської області.
На початку вересня 2014 р. батальйон був відправлений у зону бойових дій на сході України.
9 вересня 2014 р. понад 400 військовослужбовців батальйону, який перебував на позиціях під Волновахою в Донецькій області, написали рапорти про відмову виконувати поставлене завдання і відправлятися на передову. Після цього прес-секретар АТО Олексій Дмитрашковський назвав бійців батальйону боягузами, які злякалися війни і не хочуть продовжувати службу та повідомив, що військові виявилися морально не готові до бойових дій.
10 вересня 2014 р. один з військовослужбовців батальйону повідомив в інтерв'ю, що батальйон вже втратив 5 осіб пораненими.
13 вересня 2014 р. на прес-конференції військовий комісар Черкаської області Євген Курбет підтвердив, що військовослужбовці батальйону вже брали участь у двох боях.
15 вересня 2014 р. було опубліковано відеозвернення від бійців батальйону, які повідомляли, що батальйон знову готовий воювати.
1 жовтня 2014 р. у результаті мінометного обстрілу були важко поранені 2 військовослужбовці батальйону, 2 жовтня 2014 р. у зоні бойових дій загинули двоє військовослужбовців батальйону — старші лейтенанти Роман Бевз та Олег Швець, за період до 6 жовтня 2014 загальні втрати батальйону склали 2 убитими і 9 пораненими. 6 жовтня 2014 загинув третій військовослужбовець батальйону — старший солдат Дмитро Пожарський.
Станом на 26 жовтня 2014 батальйон знаходився в районі Волновахи.
30 жовтня 2014 родичі військовослужбовців батальйону пікетували військкомат з вимогою вивести батальйон із зони бойових дій і повернути військовослужбовців в Черкаську область.
22 листопада 2014 військовий комісар Черкаської області Є. Курбет повідомив, що 21 листопада 2014 при виконанні бойового завдання в зоні бойових дій поранений вибухом фугасу і госпіталізований один військовослужбовець батальйону.
24 січня 2015 військовослужбовці батальйону були виведені із зони бойових дій і спрямовані на відпочинок до місця постійної дислокації в Черкаській області.
10 липня 2016 року до штабу батальйону надійшла директива Міноборони та Генштабу, відповідно до якої 14-ий окремий мотопіхотний батальйон ліквідується та передається зі складу 72-ї окремої механізованої бригади в склад 26-ї артилерійської бригади як лінійний батальйон охорони з постійним пунктом дислокації в Бердичеві Житомирської області.

### Переформування
12 травня 2017 року стало останнім днем існування 14 ОМПБ, колишнього батальйону "Черкаси". Він став лінійним батальйоном охорони в 26 бердичівській артбригаді. Відбулась традиція прощання з прапором батальйону. Він буде переданий на зберігання в Черкаський обласний військовий комісаріат.

## Техніка, озброєння та спорядження
Станом на початок вересня 2014 року на озброєнні батальйону були стрілецька зброя (автомати АК-74, підствольні гранатомети ГП-25 і ручні кулемети РПК-74), кілька зенітних установок і один бронетранспортер — модернізований БТР-60, на який встановили гратчасті протикумулятивні екрани і назвали «Гайдамака».
Крім того, у розпорядженні батальйону було декілька вантажівок і автобусів.
5 серпня 2014 від Черкаської облдержадміністрації батальйону передали 6 нових пікапів-позашляховиків Nissan NP300, а в середині вересня — ще один позашляховик «Nissan» (проте надалі цей «Nissan» вилучили з батальйону і передали в розпорядження обласного військового комісаріату Черкаській області).
15-18 вересня 2014 від Черкаської облдержадміністрації батальйону передали 5 вантажівок (два ГАЗ-66, один ЗІЛ-131 і два КамАЗ-5320).
24 вересня 2014 батальйон отримав ще два ГАЗ-66, 26 вересня 2014 — ще дві вантажівки ГАЗ-66 і один броньований джип «Ford F-150» — в результаті кількість вантажівок у батальйоні збільшилася до 11.
5 жовтня 2014 батальйону передали два позашляховика УАЗ-469 і одна вантажівка МАЗ.
29 листопада 2014 батальйону передали дві вантажівки ЗІЛ-131. Як повідомив військовий комісар Черкаської області, після отримання цієї техніки в батальйоні налічується 65 автомашин, 23 з яких є повнопривідними.

### Допомога батальйону
- 12 вересня 2014 облвійськкомат, волонтери та родичі військовослужбовців передали батальйону партію продовольства (консерви і бутильовану воду) та протиударні щитки-наколінники[40];
- 20—21 вересня 2014 голова облради Черкаської області В. М. Коваленко передала батальйону партію спорядження (теплий одяг і рації), продовольство і сигарети[41].
- 21 січня 2015 учасники «Самооборони Майдану» передали батальйону продовольство і медикаменти[42]

## Командування
1. полковник Радченко Микола Петрович[13]
2. підполковник Потоцький Олександр Сергійович
3. майор Ковальчук Віктор Вікторович

## Втрати
- Бевз Роман Миколайович, старший лейтенант, загинув 2 жовтня 2014 року.
- Швець Олег Миколайович, старший лейтенант, корегувальник, загинув 2 жовтня 2014 року.
- Пожарський Дмитро Павлович, старший солдат, гранатометник, загинув 6 жовтня 2014 року.
- Авраменко Олександр Іванович, молодший сержант, командир відділення, загинув 25 лютого 2016 року.
- 9 березня 2022; старший солдат Шеремет Артем Валерійович
- Сікан Віталій Миколайович, солдат, стрілець-санітар, загинув 23 березня 2022 року в боях з російськими окупантами під час оборони міста Чернігова .